# 小浜市警察
小浜市警察（おばましけいさつ）は、かつて存在した福井県小浜市の自治体警察である。

## 概要
旧警察法施行で、従来の福井県警察部が解体され、1948年（昭和23年）3月7日に小浜市警察署が設置された。
その後、1954年（昭和29年）に、旧警察法が全面改正される形で新警察法が公布された。これにより国家地方警察と自治体警察が廃止され、新たに都道府県警察として福井県警察本部が発足。小浜市警察も福井県警察に統合され、姿を消した。